# Tivadarfalva
Tivadarfalva (ukránul Федорове (Fedorove)) Tiszapéterfalva településrésze Ukrajnában, Kárpátalján, a Beregszászi járásban.

## Fekvése
Nagyszőlőstől 22 km-re délnyugatra a Tisza bal partján fekszik.

## Története
1358-ban Thywadurfalu néven említik először. A 13. században települt falu nevét, melyet első birtokosáról kapott.
A 17. században ruszinokat telepítettek be.
1750-ben a Gödényházi család nádori adományt nyert a településre.
Az 1800-as évek elején a Gödény család tagjai: Gödény Pál, István, József és Pál voltak a település birtokosai.
1910-ben 423, túlnyomórészt magyar lakosa volt. A trianoni békeszerződésig Ugocsa vármegye Tiszántúli járásához tartozott.
Ma 630 lakosa (100%) magyar nemzetiségű, Tiszapéterfalvához tartozik.

## Nevezetességek
- Református temploma a 18. században épült az elpusztult római katolikus templom helyére, barokk stílusban, 1979-ben restaurálták.